# Papiro 110
O Papiro 110 ({\displaystyle {\mathfrak {P}}}110) é um antigo papiro do Novo Testamento que contém fragmentos do capítulo dez do Evangelho de Mateus (versículos 10:13-15, 25-27).